# Monroe-piercing
Een Monroe-piercing is een lippiercing die in de bovenlip wordt gepiercet en Marilyn Monroe's schoonheidsvlek symboliseert. De Monroe-piercing wordt vaak verward met de Madonna-piercing, die echter in een ander deel van het gezicht wordt geplaatst.